# 四氯合钯(II)酸钾
四氯合钯(II)酸钾是一种配合物，化学式为K2[PdCl4]。较溶于冷水，易溶于热水；难溶于乙醇和丙酮。

## 制备与性质
氯化钯和氯化钾按化学计量比反应，可以得到K2[PdCl4]。其水溶液在100°C以上不稳定。